# Прикамский
Прикамский — посёлок в Пермском крае России. Входит в Чайковский городской округ.

## География
Посёлок расположен рядом с рекой Камой, примерно в 6 км к юго-западу от города Чайковского.

## История
Населённый пункт построен в 1980-х годах рядом с деревней Ольховка (она известна с 1673 года как починок Волховка). С 30 мая 1964 года существовал совхоз «Прикамье», созданный на базе одноимённой сельхозартели (его контора находилась в деревне Ольховка). 
Прикамский до декабря 2004 года являлся административным центром Ольховского сельского совета, с декабря 2004 до весны 2018 гг. — административным центром Ольховского сельского поселения Чайковского муниципального района.

## Население
| 2010 | 2021  |
| ---- | ----- |
| 1252 | ↘1209 |

## Улицы
В посёлке имеются улицы:
- Биатлонная ул.
- Лесная ул.
- Луговая ул.
- Молодёжная ул.
- Нагорная ул.
- Ольховская ул.
- Ольховское ш.
- Пионерская ул.
- Пионерский пер.
- Родниковая ул.
- Солнечная ул.
- Сосновая ул.
- Спортивная ул.
- Цветочная ул.
- Энергетическая ул.

## Топографические карты
- Лист карты O-40-109 Чайковский. Масштаб: 1 : 100 000. Состояние местности на 1982 год. Издание 1983 г.